# Etallobarbital
Etallobarbital – organiczny związek chemiczny, allilowa pochodna kwasu barbiturowego. Stosowany jako środek o działaniu sedatywnym i uspokajającym, należy do grupy barbituranów. Po raz pierwszy zsyntetyzowany w 1927 roku.